# Saint-Aignan, Ardennes
 Saint-Aignan  là một xã ở tỉnh Ardennes, thuộc vùng Grand Est ở phía bắc nước Pháp.